# 크레테우스
크레테우스(그리스어: Κρηθεύς)는 그리스 신화에서 테살리아의 이올코스를 세운 전설상의 왕이다. 그리스인의 조상인 헬렌과 오르세이스 사이에서 태어난 아이올로스가 에나레테와 결혼하여 낳은 아들이다. 남자 형제로는 코린토스의 왕이 된 시시포스를 비롯하여 오르코메노스 왕 아타마스, 살모네 왕 살모네우스, 데이온, 마그네스, 페리에레스, 마카레우스 등이 있고 여자 형제로는 카나케, 알키오네, 페이시디케, 칼리케, 클레오불레, 페리메데 등이 있다. 테살리아 지방에 도시 이올코스를 세우고 초대 왕이 되었다. 나이가 많이 들도록 왕위를 이을 자식을 얻지 못하다가 형제인 살모네우스의 딸 티로와 결혼하였다. 티로는 포세이돈과의 사이에서 쌍둥이 형제 넬레우스와 펠리아스를 낳은 뒤였다. 크레테우스는 티로와의 사이에서 아들 아이손을 낳았고, 아이손은 아르고호의 모험으로 유명한 이아손을 낳았다.